# Szkoła Nowej Ewangelizacji
Szkoły Nowej Ewangelizacji – jeden z ruchów w Kościele katolickim, którego celem jest ewangelizacja, formacja ewangelizatorów oraz inicjowanie nowych ośrodków ewangelizacyjnych na poziomie kraju, diecezji, parafii i wspólnot, tak, aby każdy katolik potrafił głosić Dobrą Nowinę w sposób prosty, praktyczny i doświadczalny.
Szkoła Nowej Ewangelizacji powstała głównie jako odpowiedź na wezwanie Jana Pawła II do Nowej Ewangelizacji, wyrażonego przede wszystkim w encyklice Redemptoris Missio oraz adhortacji apostolskiej Christifideles laici. W 1983 roku w przemówieniu na Haiti Jan Paweł II stwierdził, że Nowa Ewangelizacja powinna być "nowa w zapale, metodzie i środkach wyrazu".

## Program
Szkoła Nowej Ewangelizacji posiada konkretny Plan Pastoralny o nazwie "Redemptoris Missio".
W skład tego planu wchodzi formacyjny program kursów, który przeprowadza uczestnika przez następujące etapy:
niezewangelizowany → zewangelizowany → ewangelizator → formator ewangelizatorów → prowadzący Szkołę Ewangelizacji
Każda Szkoła Nowej Ewangelizacji posiada także własne narzędzia takie jak: rekolekcje, warsztaty, inicjatywy (koncerty, spotkania).

## Główne cechy
Szkoła Nowej Ewangelizacji jest:
- kerygmatyczna - głównym celem Szkoły jest głoszenie kerygmatu, czyli głównych prawd chrześcijańskiej wiary, tak aby każdy uczestnik mógł przeżyć osobiste spotkanie z Jezusem.
- charyzmatyczna - ewangelizacja nie jest nakłanianiem innych do własnych przekonań, ale dawaniem propozycji wiary, pozostawionej wolnemu wyborowi człowieka. Ze względu na to podstawową zasadą Szkoły jest otwartość na działanie Ducha Świętego, tak aby to On mógł przekonywać serce uczestnika.
- wspólnotowa - ewangelizacja dokonuje się we wspólnocie oraz w łączności z Kościołem, ma także na celu tworzeniu nowych wspólnot.

## Historia
Za inicjatorów Szkoły Nowej Ewangelizacji uznaje się Jose Prado Floresa, biblistę i ewangelizatora oraz pastora zielonoświątkowego Wiliama Finke, którzy w 1980 w południowo-wschodnim Meksyku przeprowadzili letni kurs Szkoły Nowej Ewangelizacji dla 43 osób. Szkoła ta dała początek wielu innym szkołom mieszczącym się na całym świecie, szczególnie zaś w Polsce.
W 1993 do wspólnego projektu ewangelizacyjnego dołączyli ojciec Emiliano Tardiff M.S.C i Ricardo Argañaraz. Oficjalne zatwierdzenie przez władzę kościelną (arcybiskup Guadalajary) miało miejsce 1995.

## Szkoły Nowej Ewangelizacji w Polsce
W 2010 roku powstaje Biuro Krajowe Szkół Nowej Ewangelizacji w Polsce (SESA). Od tego czasu w Polsce powstało ponad 70 Szkół Nowej Ewangelizacji, dzielących się na trzy poziomy (zaawansowany, średni, podstawowy). Do Szkół poziomu zaawansowanego zaliczają się: SE Cyryl i Metody (Bielsko-Biała), SNE Jezusa Zmartwychwstałego Diecezji Gliwickiej, Pallotyńska Szkoła Nowej Ewangelizacji (Lublin)],  SNE Jezusa Umiłowanego Ucznia (Toruń), SNE Śś. Apostołów Piotra i Pawła (Wrocław), SNE Św. Marka (Stryszawa), SNE Zacheusz (Cieszyn)  Szkoły te są odpowiedzialne za prowadzanie ruchu Szkół Nowej Ewangelizacji do nowych parafii oraz pośrednictwo pomiędzy tymi nowymi grupami, a Biurem Krajowym. Mogą również uczestniczyć w międzynarodowych spotkaniach Szkół Ewangelizacji św. Andrzeja.
Każda Szkoła jest autonomiczna i podlega biskupowi diecezjalnemu, posiada osobę odpowiedzialną, mianowaną przez ks. biskupa. Księża odpowiedzialni współpracują ze świeckimi biorąc odpowiedzialność za posługę ewangelizacyjną w Kościele katolickim. 